# Verwaltungsgemeinschaft Breitenberg
Die Verwaltungsgemeinschaft Breitenberg im niederbayerischen Landkreis Passau wurde im Zuge der Gemeindegebietsreform am 1. Mai 1978 gegründet und zum 1. Januar 1994 wieder aufgelöst.
Ihr gehörten die Gemeinden Breitenberg und Sonnen an.
Sitz der Verwaltungsgemeinschaft war Breitenberg.